# Métlaoui
Métlaoui, scritto anche Al-Matlawi, (in arabo المتلوي‎?) è una città  del centro della Tunisia.
Fa parte del governatorato di Gafsa e  della delegazione di Métlaoui.   La città conta 37 099 abitanti.
La città conobbe un forte sviluppo sotto il protettorato francese con la scoperta nel 1885 del primo giacimento di fosfato situato a qualche chilometro ai piedi del Djebel Selja. Lo sfruttamento industriale cominciò nel 1896 con la concessione accordata alla Compagnia dei fosfati e delle ferrovie di Sfax-Gafsa e la costruzione della ferrovia tra Métlaoui e Sfax (250 chilometri), che permise di trasportare il minerale al porto, dove veniva esportato o trasformato in loco. Ancora oggi, il fosfato viene estratto da otto centri minerari e quello di Métlaoui è il principale.
Nel giugno 2011, a seguito di alcune indiscrezioni secondo le quali la Compagnia dei fosfati di Gafsa avrebbe favorito l'assunzione dei membri di una tribù locale, scoppiò una rivolta che in quattro giorni, tra omicidi, saccheggi e furti, fece dodici morti e 150 feriti.
Métlaoui è dotato di un museo di storia naturale, dove è possibile ammirare una interessante collezione di fossili scoperti durante le campagne di esplorazione del sottosuolo per l'installazione delle mine.
La città è un nodo ferroviario per i treni trasportanti fosfato e punto di partenza del circuito turistico del Lézard rouge, un treno turistico che propone un'escursione tra le gole del Selja.